# Lista över Svenska Akademiens ständige sekreterare
Detta är en lista över samtliga personer som har varit ständig sekreterare i Svenska Akademien. Akademins instiftare, Gustav III, bestämde att ständige sekreteraren skulle vara det livet ut, men denna princip har övergetts. Svenska Akademiens förste ständige sekreterare Nils von Rosenstein satt i rekordlånga 38 år och var både blind och dement på slutet. Ett stycke in på 1900-talet antogs regeln att ständige sekreteraren skall avgå senast det år han fyller sjuttio ”om inte Akademien annorlunda beslutar”.
|  | Ledamot                | Period    | Stol |
|  | ---------------------- | --------- | ---- |
|  | Nils von Rosenstein    | 1786–1824 | 11   |
|  | Frans Michael Franzén  | 1824–1834 | 13   |
|  | Bernhard von Beskow    | 1834–1868 | 12   |
|  | Ludvig Manderström     | 1869–1872 | 15   |
|  | Carl Gustaf Strandberg | 1872–1874 | 12   |
|  | Henning Hamilton       | 1874–1881 | 9    |
|  | Bror Emil Hildebrand   | 1881–1883 | 11   |
|  | Carl David af Wirsén   | 1884–1912 | 8    |
|  | Erik Axel Karlfeldt    | 1913–1931 | 11   |
|  | Per Hallström          | 1931–1941 | 14   |
|  | Anders Österling       | 1941–1964 | 13   |
|  | Karl Ragnar Gierow     | 1964–1977 | 7    |
|  | Lars Gyllensten        | 1977–1986 | 14   |
|  | Sture Allén            | 1986–1999 | 3    |
|  | Horace Engdahl         | 1999–2009 | 17   |
|  | Peter Englund          | 2009–2015 | 10   |
|  | Sara Danius            | 2015–2018 | 7    |
|  | Anders Olsson          | 2018–2019 | 4    |
|  | Mats Malm              | 2019–     | 11   |